# Encentrum tobyhannaense
Encentrum tobyhannaense är en hjuldjursart som beskrevs av Myers 1940. Encentrum tobyhannaense ingår i släktet Encentrum och familjen Dicranophoridae. Inga underarter finns listade i Catalogue of Life.